# Elżbieta, królowa Anglii (opera)
Elżbieta, królowa Anglii (wł. Elisabetta, regina d'Inghilterra) – opera seria w dwóch aktach. Libretto napisał Giovanni Frederico Schmidt, a muzykę skomponował w 1815 roku Gioacchino Rossini.

## Okoliczności powstania utworu
W maju 1815 roku Domenico Barbaja, słynny neapolitański impresario, zaproponował Rossiniemu kilkuletni kontrakt ze scenami neapolitańskimi. 17 maja Rossini przyjął propozycję i wyjechał z Bolonii do Neapolu. W kontrakcie podpisanym z Barbają Rossini zobowiązał się objąć kierownictwo artystyczne teatrów San Carlo i Del Fondo i komponować dwie opery rocznie. Wysokość honorarium Stendhal określa na 12.000 franków rocznie, biograf Rossiniego Azevedo mówi o 10.560 frankach, a sam Rossini oświadczył Hillerowi, że pobierał 8.000 franków. Impresario zapewniał kompozytorowi również mieszkanie i utrzymanie we własnym domu i zgadzał się udzielać mu od czasu do czasu bezpłatnego urlopu, aby umożliwić Rossiniemu przyjmowanie zamówień od impresariów spoza Neapolu.
Pierwszą operą, której skomponowanie Barbaja powierzył Rossiniemu była właśnie Elżbieta, królowa Anglii do tekstu Giovanniego Schmidta, będącego adaptacją cieszącej się dużym powodzeniem sztuki Carlo Federiciego, wystawionej rok wcześniej w neapolitańskim Teatro del Fondo. Sztuka została oparta na angielskiej noweli z XVIII wieku The Recess, or A Tale of Others Times (Rezygnacja albo opowieść z innych czasów) Sophii Lee. W 1821 roku Walter Scott wyda powieść Kenilworth opartą na motywach tego opowiadania, a w osiem lat później w neapolitańskim San Carlo Gaetano Donizetti wystawi operę Elisabetta al castello di Kenilworth.
Przystępując do komponowania Elżbiety Rossini był już kompozytorem znanym i cenionym we Włoszech, w Neapolu, do niedawna muzycznej stolicy Europy, był jednak traktowany z pewnym lekceważeniem. Neapolitański Giornale delle Due Sicilie pisał o nim (25 września 1815 roku): niejaki pan Rossini. Położenie kompozytora było tym trudniejsze, że Barbaja wybrał Elżbietę na inaugurację sezonu zimowego, a na premierę miał przybyć dwór królewski. Fiasko opery mogło zagrozić dalszej karierze Rossiniego. Przystąpił więc do pracy z wyjątkową starannością. Zbadał warunki akustyczne sali, możliwości solistów, chóru i orkiestry oraz gusty publiczności. Komponował powoli, przez kilka miesięcy z wielką dbałością traktując stronę warsztatową partytury.
W operze została wykorzystana uwertura, którą Rossini napisał do Aureliana w Palmirze. Później kompozytor wykorzystał ją jeszcze raz w Cyruliku sewilskim, tak skutecznie, że obecnie kojarzona jest tylko z Cyrulikiem. 

## Losy sceniczne
Premiera odbyła się 4 października 1815 roku. Opera odniosła olbrzymi sukces. Izabela Colbran tryumfowała w roli Elżbiety, a Andrea Nozzari i Manuel Garcia wspomagali ją jako Leicester i Norfolk. Opera utrzymała się na afiszu bez przerwy przez cały miesiąc, a w kilka tygodni później została wznowiona ciesząc się nie mniejszym powodzeniem. Równocześnie w Teatro dei Fiorenti furorę robiły Szczęśliwe oszukanie i Włoszka w Algierze Rossiniego. Przyjęta tryumfalnie w Neapolu Elżbieta nie miała podobnego powodzenia gdzie indziej. Wystawiona w następnych latach we wszystkich ważniejszych teatrach europejskich, od Odessy do Lizbony albo święciła krótkotrwałe sukcesy albo, przyjęta chłodno, szybko znikała z repertuaru. W 1823 roku I akt opery został wystawiony we Lwowie. Ostatni raz w XIX wieku została wystawiona w 1841 roku. Ponowne, koncertowe, wykonanie utworu zrealizowała w 1953 roku mediolańska RAI. Pierwszą współczesną prezentację sceniczną przedstawiono na Camden Festival w 1968 roku. Następnie wystawiali ją Leyla Gencer w Palermo w 1971 roku i Monserrat Caballé w Aix-en-Provence w 1975 roku.

## Osoby
| Rola                       | Głos        | Premiera 4 października 1815 (Pierwsza obsada) |
| -------------------------- | ----------- | ---------------------------------------------- |
| Elisabetta, królowa Anglii | sopran      | Isabella Colbran                               |
| Leicester                  | tenor       | Andrea Nozzari                                 |
| Matilde                    | sopran      | Girolama Dardanelli                            |
| Norfolk                    | tenor       | Manuel Garcia                                  |
| Enrico                     | mezzosopran | Maria Manzi                                    |
| Guglielmo                  | tenor       | Gaetano Chizzola                               |

## Treść

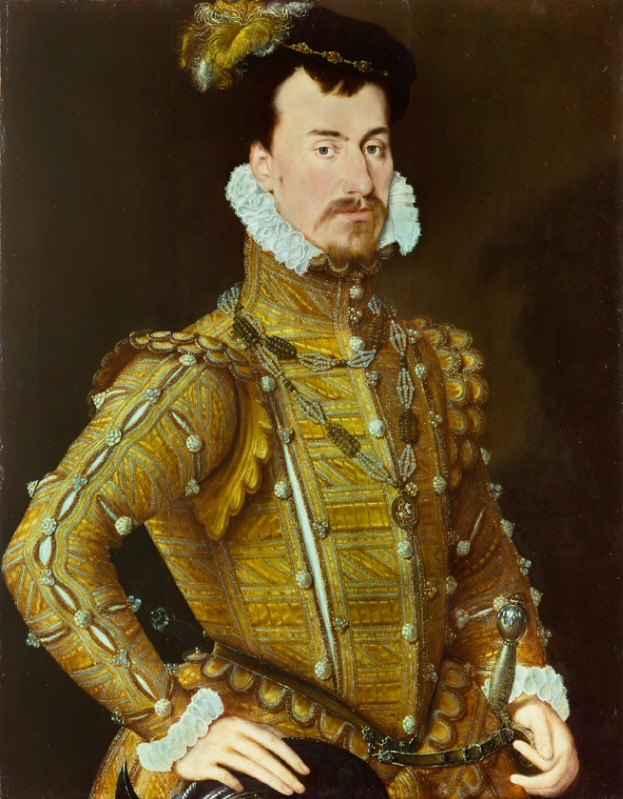
Robert Dudley, lord Leicester w 1560 roku

### Akt I

#### Odsłona I
Leicester po zwycięstwie nad Szkotami oczekuje na przyjęcie przez królową. W otoczeniu królowej ma śmiertelnego wroga w osobie hrabiego Norfolka. Elżbieta zakochała się w Leicesterze (Quanto è grato all'alma mia), nie podejrzewając, że ten poślubił młodą Szkotkę, Matyldę. W chwili gdy królowa odznacza Leicestera orderem, ten dostrzega w tłumie swą małżonkę i szwagra Henryka. Leicester wyrzuca Matyldzie ryzyko pojawienia się na dworze królewskim - ona i jej brat są dziećmi Marii Stuart (duet: Incauta, che festi!). Matylda opłakuje swój los (Sento un interna voce).

#### Odsłona II
Łatwowierny Leicester wybrał sobie na powiernika Norfolka, który donosi o wszystkim królowej. Ta popada w rozpacz (duet: Perchè mai, destin crudele), zwołuje cały dwór i ofiarowuje Leicesterowi swą rękę (conertato: Qual colpoinaspettato). Widząc zmieszanie Leicestera królowa traci panowanie nad sobą, ujawnia tożsamość Matyldy i jej brata, po czym całą trójkę każe wtrącić do więzienia.

### Akt II

#### Odsłona I
Elżbieta wezwawszy Matyldę obiecuje jej ocalić życie Leicestra jeśli ta zgodzi się na cichy rozwód. Widząc jej wahanie, nalega (duet: Non bastan quelle lagrime). Sprowadzony z więzienia Leicester wzgardliwie odtrąca propozycję monarchini (tercet: L'avverso mio destino). Małżonkowie gotowi są razem umrzeć. Norfolk upomina się o zapłatę za swą zdradę, natomiast królowa skazuje go na wygnanie.

#### Odsłona II
Tłum zebrany wokół Tower opłakuje tragiczny los swego bohatera, Leicestra. Norfolk podburza zebranych do buntu (Deh troncate i ceppi suoi).

#### Odsłona III
Leicester opłakuje nieszczęsny los swojej żony (Sposa amata), gdy na czele wzburzonego tłumu do więzienia wdziera się Norfolk ofiarowując uwięzionym wolność. Leicester odmawia łaski z rąk buntowników (duet: Deh! scusa i transporti). Do więzienia schodzi Elżbieta, Norfolk kryje się za filar. Władczyni zezwala Leicesterowi na ucieczkę. Ten i tym razem odmawia, uznając że poprzez ucieczkę przyznałby się do winy, błaga natomiast o łaskę dla Matyldy i Henryka. Elżbieta nieostrożnym słowem wyjawia wówczas Leicesterowi kto go zdradził. Norfolk próbuje zabić królową, powstrzymują go jednak Matylda i Henryk. Elżbieta przebacza wszystkim skazańcom, po czym w finałowej cabaletcie oświadcza, że na wieki wypędza miłość ze swego serca.

## O operze
Wśród współczesnych muzykologów zdania na temat Elżbiety są rozbieżne. Giuseppe Radiciottii Gino Roncaglia oceniają ją surowo, natomiast Luigi Rognoni broni opery twierdząc, że rozpoczyna nowy okres w twórczości Rossiniego, charakteryzujący się pogłębieniem środków wyrazu dramatycznego i wysubtelnieniem techniki. Elżbieta wniosła niewątpliwie wiele nowego do ówczesnej opery. Rossini pisał partyturę dla orkiestry Teatru San Carlo, która uchodziła za najlepszą we Włoszech, mógł więc potraktować partie instrumentalne bardziej symfonicznie niż dotąd. Elżbieta jest też pierwszą operą Rossinego, w której nie pojawia się recitativo secco, partiom wokalnym cały czas towarzyszą instrumenty. Również pod względem bogactwa harmonii i obfitości śmiałych modulacji partytura Elżbiety przewyższa dotychczasowe dokonania kompozytora. Rossini sam opracował wszystkie ozdobniki w partiach wokalnych, nie pozostawiając ich tym razem swobodzie wykonawców. Spowodowało to gwałtowne sprzeciwy śpiewaków, którzy uznali tę ingerencję kompozytora za zamach na swoje prawa. Rossini jednak, mając poparcie Barbai i Colbran, nie ustąpił. Niektóre fragmenty odznaczają się niespotykaną dotąd w twórczości kompozytora siłą wyrazu dramatycznego - jak chociażby scena, w której Elżbieta, upokorzona jako królowa i jako kobieta, schodzi do więzienia na ostatnią rozmowę z Leicesterem.
Pomimo tych niewątpliwych zalet Elżbieta nie odniosła sukcesu poza Neapolem. Została napisana by olśnić publiczność neapolitańską i ten cel osiągnęła. Okoliczności jej powstania okazały się jednak jej słabością. Efektowna błyskotliwość wzięła górę nad szczerością i bezpośredniością wypowiedzi. Sam kompozytor miał podobno, wedle relacji Stendhala, na uwagę, że poświęcił ekspresję dramatyczną dla popisu wokalnego Colbran, odpowiedzieć: Nie! Poświęciłem ją dla sukcesu. Nigdy potem nie zabiegał o ponowne wystawienie opery. Gdy w 1838 roku florencki impresario Bandini, zamierzając wystawić Elżbietę, poprosił Rossiniego o wskazówki, kompozytor odpowiedział: Takie opery lepiej pozostawić w spokoju.